# Armia Czerwona

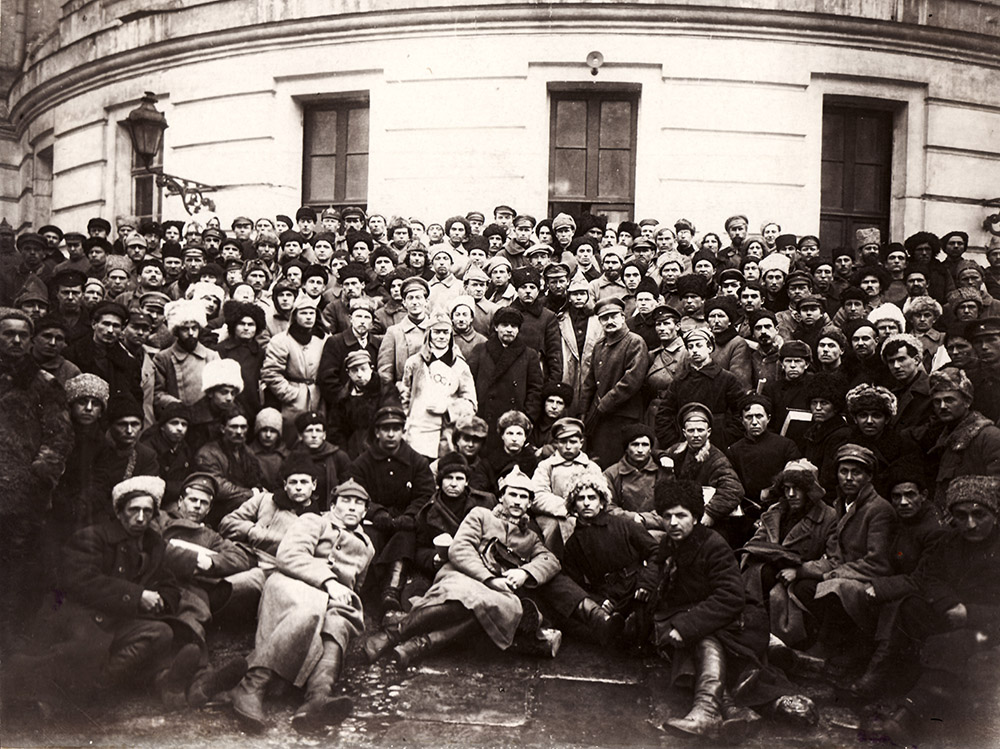
Początki Armii Czerwonej – Trocki i Lenin wraz z żołnierzami

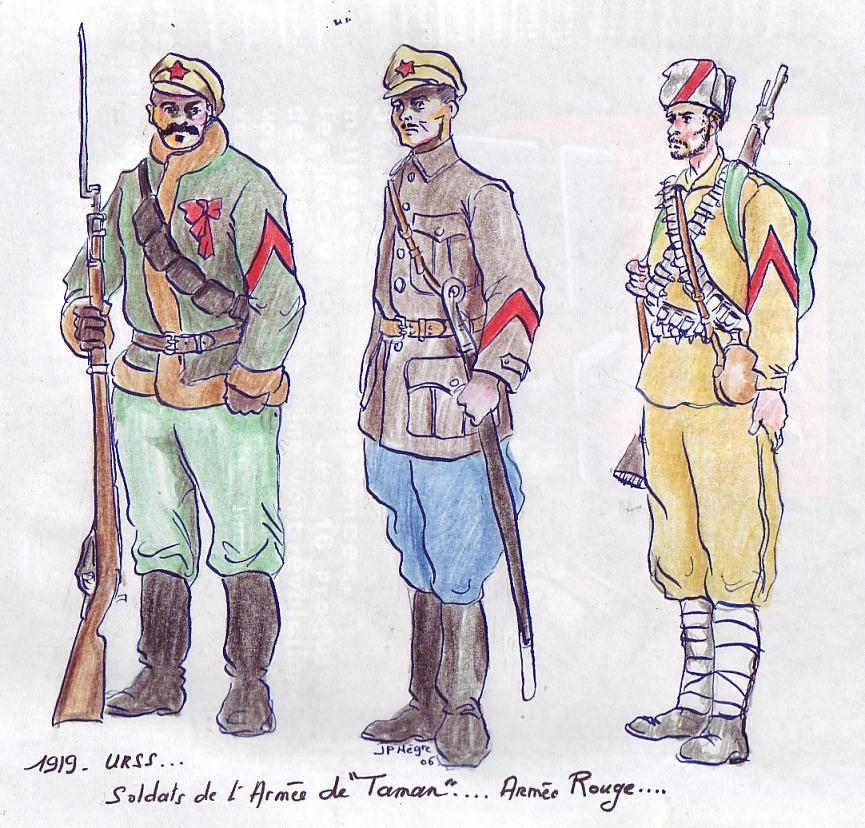
Mundury żołnierzy Armii Czerwonej z 1919 r.

Młot i pług – pierwszy symbol Armii Czerwonej

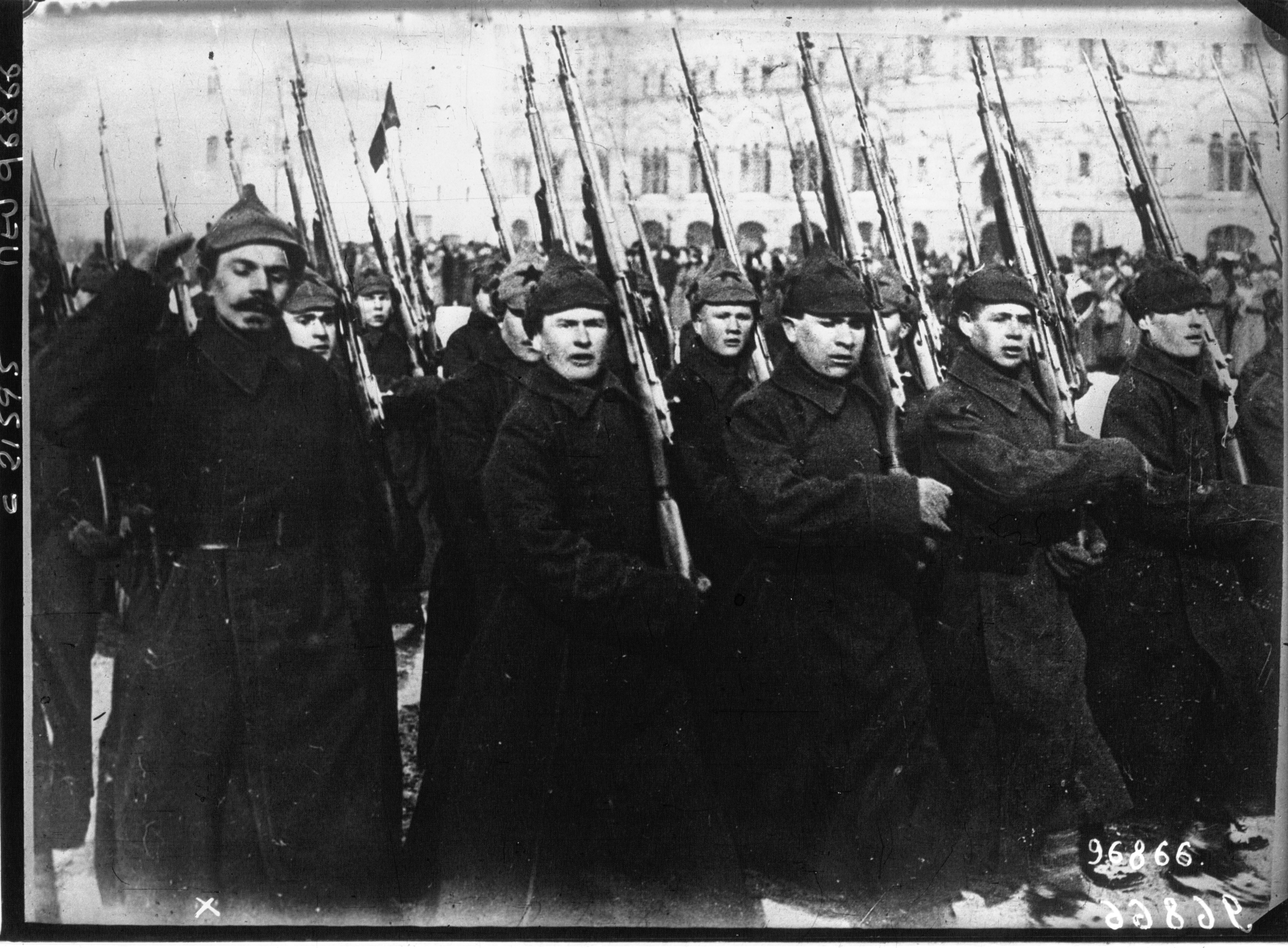
Parada Armii Czerwonej na placu Czerwonym w Moskwie, 1922 r.

Armia Czerwona (właściwie Robotniczo-Chłopska Armia Czerwona, ros. Рабоче-крестьянская Красная армия, RKKA) – siły zbrojne Rosji Radzieckiej (RFSRR) w latach 1918–1922, następnie wojska lądowe Sił Zbrojnych Związku Socjalistycznych Republik Radzieckich (ZSRR) w latach 1922–1946. W 1946 zmieniła nazwę na Armia Radziecka, pod którą istniała do 1992 roku.
W skład Armii Czerwonej wchodziły także Wojskowe Siły Powietrzne. Razem z marynarką, oddziałami NKWD (wojskami pogranicznymi, wojskami wewnętrznej ochrony republiki i Państwowej Straży Konwojowej) Armia Czerwona tworzyła Siły Zbrojne ZSRR od 10 lutego?/23 lutego 1918 do 25 lutego 1946.
Za datę utworzenia Armii Czerwonej przyjmuje się 23 lutego 1918 (w Federacji Rosyjskiej do dziś tego dnia jest obchodzony Dzień Obrońcy Ojczyzny). Wtedy to rozpoczęto masowe przyjmowanie ochotników do Armii Czerwonej, utworzonej dekretem Rady Komisarzy Ludowych RFSRR „O Robotniczo-Chłopskiej Armii Czerwonej”, podpisanym 15 stycznia?/28 stycznia 1918.

## Początki Armii Czerwonej
Po rewolucji październikowej i rozpędzeniu 18 stycznia 1918 demokratycznie wybranej rosyjskiej Konstytuanty, 28 stycznia 1918 roku dotychczasowe bojówki partyjne bolszewików, zwane Czerwoną Gwardią, na mocy dekretu Rady Komisarzy Ludowych zostały przekształcone w Robotniczo-Chłopską Armię Czerwoną. Początkowo była to formacja ochotnicza, bez stopni wojskowych, a oficerowie przez krótki okres – bo zaledwie do maja 1918 – wybierani byli demokratycznie. Wtedy też wprowadzono powszechną służbę wojskową, a do każdej jednostki wojskowej przydzielono komisarzy politycznych (tzw. politruków), podległych osobnemu pionowi komisarzy politycznych. Istniała więc dwuwładza na każdym szczeblu dowodzenia (na najwyższym: dowódca liniowy – politruk). 4 września 1918 podjęto decyzję o przekształceniu Rosji bolszewickiej w obóz wojskowy. Powołano Rewolucyjną Radę Wojenną Republiki z Lwem Trockim na czele, kierującą całym wysiłkiem wojennym kraju.
W tworzenie Armii Czerwonej był czynnie zaangażowany Lew Trocki. Oficjalnie jej pierwszym głównodowodzącym mianowany został 4 września 1918 Jukums Vācietis – oficer armii rosyjskiej łotewskiego pochodzenia, którego 8 lipca 1919 zastąpił Siergiej Kamieniew.
W czasie wojny domowej przez szeregi Armii Czerwonej przewinęło się 75 000 byłych oficerów Armii Imperium Rosyjskiego, w tym 775 generałów i 1726 innych oficerów sztabowych. Liczbę dezerterów z Armii Czerwonej w okresie styczeń 1919 – czerwiec 1920 ocenia się zaś na 2,6 miliona żołnierzy.

## Armia Czerwona w latach dwudziestych
Od 1921 roku po opanowaniu sytuacji w europejskich granicach Rosji bolszewickiej, rozpoczął się proces redukcji armii z etatów wojennych na pokojowe. Podstawowy element z jakiego składały się armie bolszewickie – dywizja strzelecka, zmniejszył swój etat z 58 tys. do 15 tys. żołnierzy.
W wyniku przejścia na organizację pułkową, zróżnicowanie ze względu na miejsce stacjonowania oraz wprowadzenie nowego systemu uzupełnień wojsk etat dywizji zmniejszono jeszcze bardziej.
Poziom redukcji Armii Czerwonej
- lipiec 1921 – 2009 tys. ludzi
- styczeń 1922 – 1354 tys. ludzi

Stan Armii Czerwonej w okresie międzywojennym związany był z reformami z lat 1924–1925.
Reforma polegała na przejściu na nowy system kompletowania piechoty i kawalerii, a więc głównych rodzajów wojska. Zakładała ona minimalną liczebność jednostek służących w ramach systemu kadrowego – skoszarowanego wraz z kadrami dowódców, a dominacje systemu kompletowania na zasadzie terytorialnej – milicyjnej (głównie szeregowi). System pozwolił utrzymywać w czasie pokoju stosunkowo małą armię (562 tys. w październiku 1924), a jednocześnie szkolić na letnich obozach masy przyszłych rezerwistów. Zaoszczędzono w ten sposób na utrzymaniu wojsk, co pozwoliło stopniowo powiększać stany zmagazynowanego uzbrojenia i je unowocześniać. I tak armia dysponowała:
| Rok              | Ilość     | Ilość                 | Ilość |
| Rok              | karabinów | karabinów maszynowych | dział |
| ---------------- | --------- | --------------------- | ----- |
| 1921 koniec roku | 1497 tys. | 21,3 tys.             | 3388  |
| 1924 koniec roku | 1467 tys. | 28,1 tys.             | 3874  |
| 1927 połowa roku | 1599 tys. | 31,7 tys.             | 6413  |
| 1929 koniec roku | 1991 tys. | 42,4 tys.             | 9300  |

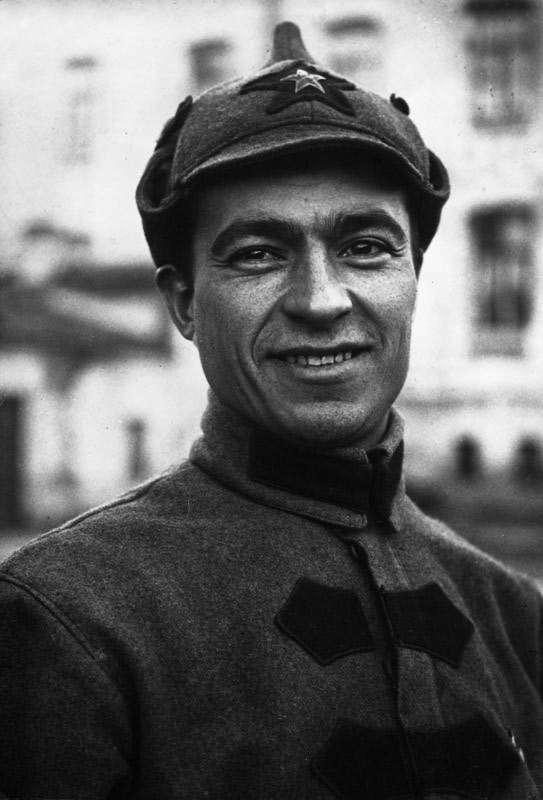
Żołnierz Armii Czerwonej pod koniec lat 20. Widoczna czapka budionnówka i charakterystyczne zapięcia kołnierzy

Wprowadzono również zasadę jednoosobowego dowództwa zarówno o kompetencjach administracyjnych, jak i szkoleniowych wojsk i zlanie się kompetencji liniowych z politycznymi w jednych rękach. Dotyczy to głównie wyższych dowództw. I tak zatwierdzono instytucję Głównodowodzącego wszystkich Sił Zbrojnych ZSRR a został nim Ludowy Komisarz do spraw Wojsk i Sił Morskich. Miał on pod sobą Sztab Generalny RKKA (sprawy operacyjne), Dowództwo RKKA (sprawy administracyjne), Inspektorat RKKA (sprawy szkoleniowa), Polityczne Dowództwo RKKA („politrucy”), Dowództwo Wojsk Lotniczych RKKA, Dowództwo Sił Morskich ZSRR i inne. Rzuca się w oczy podległość „politruków” najwyższemu dowódcy wojsk.
Struktura organizacyjna Armii Czerwonej w końcu lat dwudziestych wyglądała następująco:
- Główna masa wojsk zebrana była administracyjnie w 8 okręgach wojskowych: Moskiewskim, Leningradzkim, Nadwołżańskim, Syberyjskim, Północnokaukaskim, Ukraińskim, Białoruskim oraz Środkowoazjatyckim. Ponadto niezależnie od tej struktury na niebezpiecznych odcinkach granicznych istniały 2 samodzielne armie: Samodzielna Armia Dalekiego Wschodu oraz Armia Kaukaska.
- Trzonem wojsk pozostała piechota. Organizowano ją tradycyjnie w dywizje strzeleckie. W 1929 roku było ich 69, przy czym aż 46 kompletowanych było na zasadzie terytorialnej. W tym ostatnim przypadku w dywizjach znajdowało się po około 2000 ludzi wymieniających się co kwartał, co oznacza 15 do 20% etatu wojennego tych dywizji (w dywizjach skoszarowanych stosunek ten wynosił 50 do 70%). Większość dywizji zebrana była w 19 Korpusów Strzeleckich.
- Rolę wojsk szybkich odgrywała tradycyjnie kawaleria. Organizowano ją zarówno w dywizje, jak i brygady. W 1929 roku istniało 14 dywizji i 7 brygad. 3 dywizje kompletowano na zasadzie terytorialnej. Natomiast brygady formowano z poszczególnych narodów ZSRR. Skoszarowane dywizje połączono w 4 Korpusy Kawalerii.
- Pozostałe rodzaje broni pełniły ciągle funkcje pomocnicze. Artyleria wzmacniała swą potęgę głównie przez rozbudowę w ramach jednostek piechoty i kawalerii. Od 1926 roku istniała niewielka artyleryjska Rezerwa Naczelnego Dowództwa w sile 4 pułków. Jednostki pancerne skompletowały zaledwie 1 pułk czołgów. Lotnictwo liczące nieco ponad 500 maszyn od 1927 roku zaczęto powoli koncentrować, tworząc mieszane brygady lotnicze, zasadniczo po 1 na okręg wojskowy.

Od 1924 roku w skład Armii Czerwonej organizacyjnie wchodziła także odrębna do tej pory marynarka wojenna (Flota Czerwona), jako Siły Morskie Robotniczo-Chłopskiej Armii Czerwonej (Wojenno-morskije siły RKKA). Stan taki trwał do 1937 roku, kiedy marynarka wojenna została ponownie usamodzielniona jako rodzaj sił zbrojnych.

## Armia Czerwona w latach trzydziestych

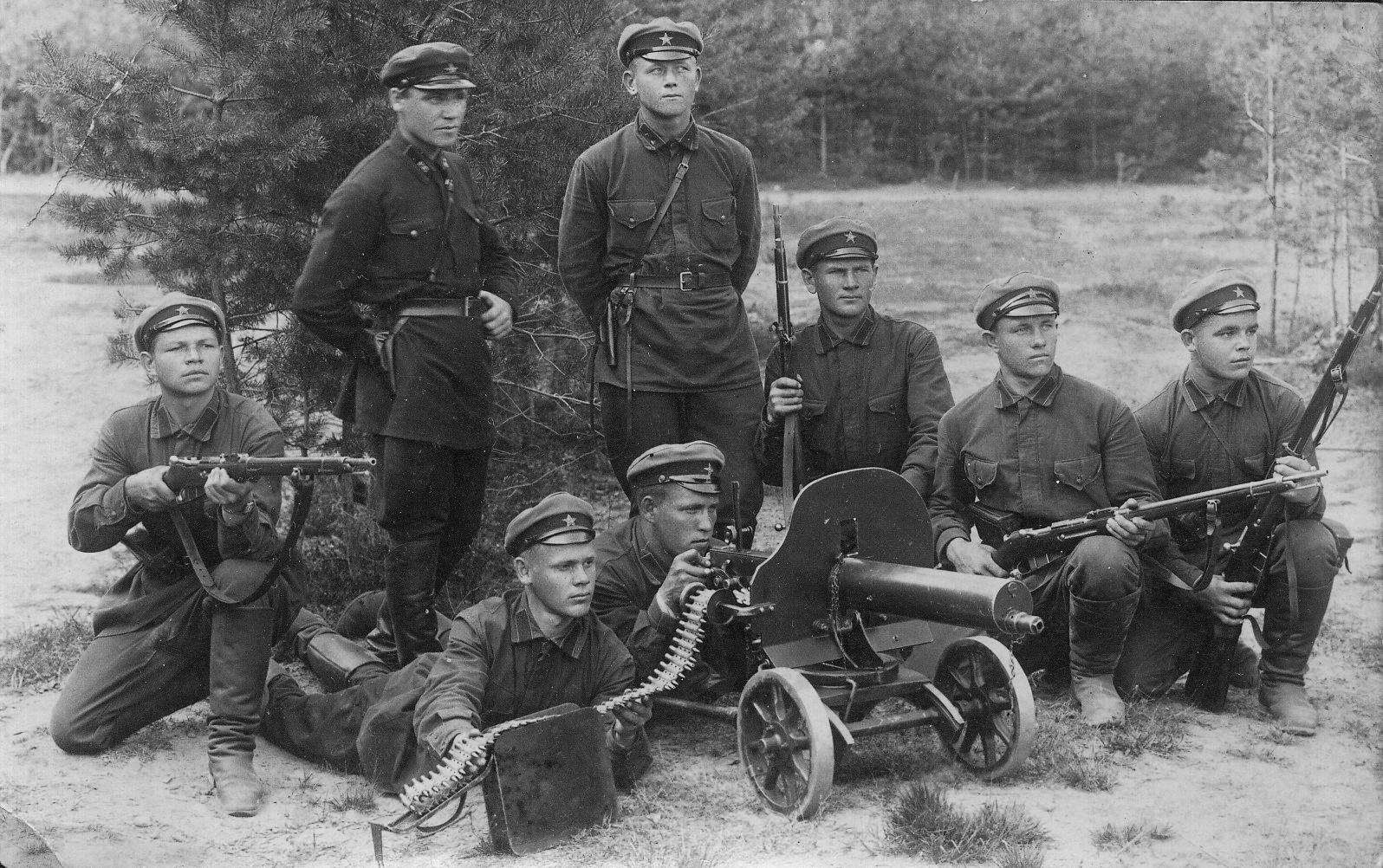
Żołnierze Armii Czerwonej na przełomie lat 20. i 30.

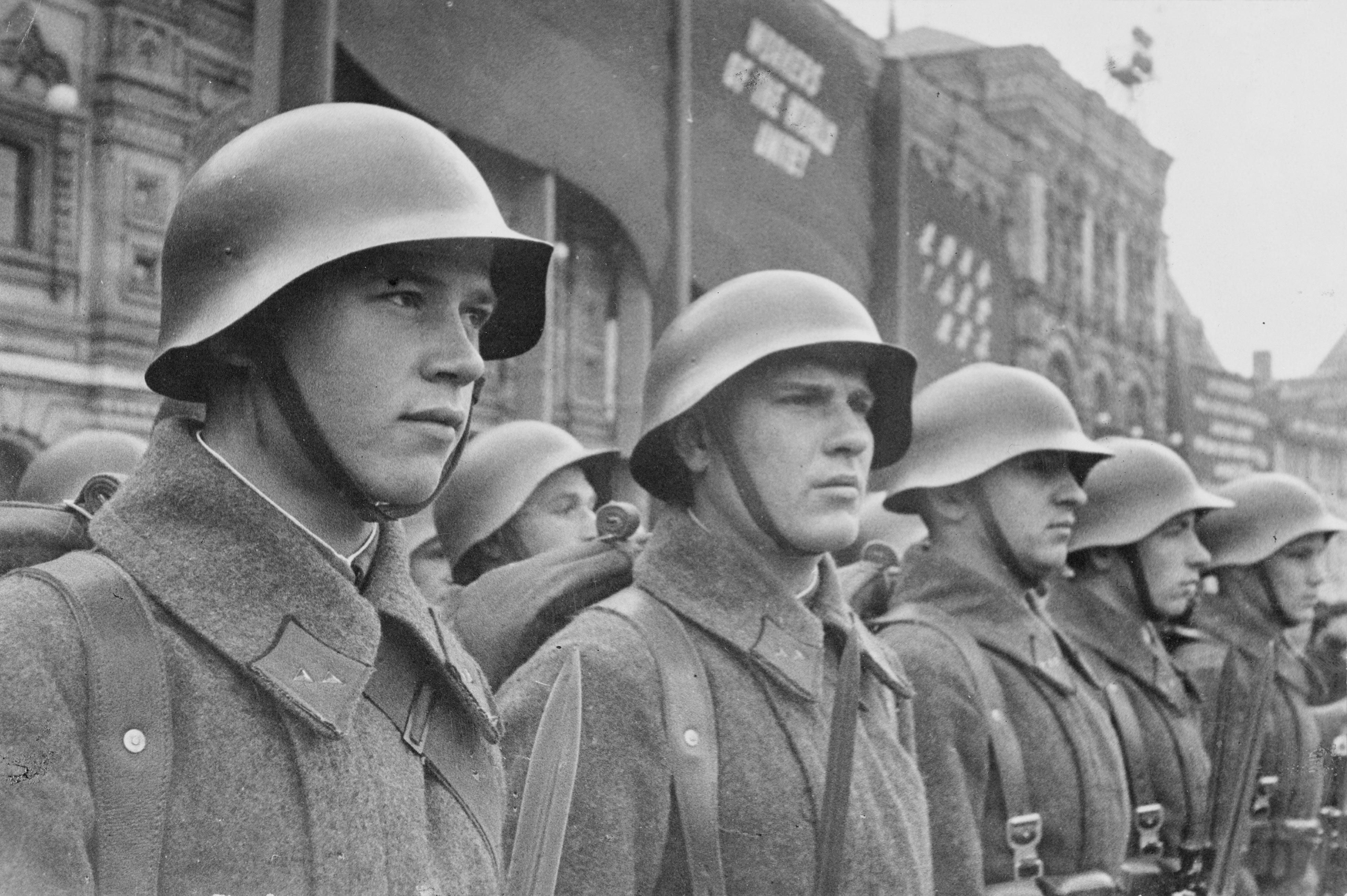
Żołnierze Armii Czerwonej (listopad 1937)

Nowym etapem w rozwoju Armii Czerwonej jest okres wielkich przeobrażeń w gospodarce sowieckiej związany z tzw. „pięciolatkami”. Zaczęły się one dosyć chaotycznie w 1929 roku rozbudową bazy przemysłowej wyraźnie ukierunkowanej na potrzeby wojska. Pierwsze korzyści zaczęły pojawiać się w 1931 roku. Wtedy też Armia Czerwona zsynchronizowała swoje plany rozwoju z możliwościami nowego przemysłu:
- Do końca 1931 roku zamierzano zgromadzić uzbrojenie dla: 122 dywizji strzeleckich, 19 dywizji i brygad kawalerii, 24 pułków i 23 dywizjonów artylerii. W większych ilościach pojawić się miał nowoczesny sprzęt. Do końca roku miało być 530 czołgów i 1534 samoloty.
- W roku 1932 liczbę dywizji strzeleckich podniesiono do 140, pułków artylerii do 30, czołgów do 1375, samolotów do 2454.
- W roku 1933 miano zebrać uzbrojenie dla 150 dywizji strzeleckich, rozwinąć dywizjony artylerii w pułki (razem 53 pułki) oraz podnieść liczbę czołgów do 3567 a samolotów do 3869.
- W roku 1934 zamierzano dojść do 4500 czołgów i 4975 samolotów.

Powyższy projekt znalazł swoje odbicie w strukturze organizacyjnej RKKA:
- Aby wystawić na wojnę 150 dywizji strzeleckich podniesiono gotowość bojową istniejących dywizji już w czasie pokoju. Doprowadziło to do zwiększenia liczby dywizji kadrowych, skoszarowanych i zaniechaniu rozwijania dywizji terytorialnych. Na początku 1935 roku sowieci dysponowali 84 dywizjami w tym 43 można uznać za kadrowe.
- Rozwinięto również kawalerię, którą rozbudowano nawet nieco ponad plan. Na początku 1935 roku dysponowano 20 dywizjami i 2 brygadami. Wśród dywizji znalazło się 5 jednostek kawalerii górskiej.
- Najistotniejszy był jednak rozwój broni pancernej. Już w 1933 roku istniała spora siła uderzeniowa reprezentowana przez 2 korpusy i 6 samodzielnych brygad zmechanizowanych. W 1934 roku rozpoczęło się formowanie kolejnych 2 korpusów zmechanizowanych.
- Wzrosła w siłę artyleria poza dywizyjna. Masowo formowane się pułki trafiały częściowo do Rezerwy Naczelnego Dowództwa i w znacznej sile do 20 istniejących już Korpusów Strzeleckich.
- Struktura organizacyjna lotnictwa także nabierała nowych kształtów. 23 marca 1932 rozpoczęto formowanie korpusów lotnictwa bombowego dalekiego zasięgu składających się z 3 jednorodnych brygad, a w styczniu 1936 armii powietrznych, rozwiązanych w listopadzie 1940. 22 czerwca 1941 Armia Czerwona posiadała 5 korpusów lotnictwa.

Systematyczny proces rozbudowy trwał w następnych latach. Do końca 1937 roku, a więc do końca drugiej „pięciolatki” zamierzano skompletować uzbrojenie, które pozwoliłoby wystawić: 160 dywizji strzeleckich, 22 dywizje kawalerii oraz 6 korpusów zmechanizowanych. Jeśli chodzi o ciężkie uzbrojenie dałoby to 45 tys. dział (w latach 1935–1936 limit podniesiono o dodatkowe 5 tys. dział), 15 tys. czołgów oraz 7,5 tys. samolotów.
W rzeczywistości na 1 stycznia 1938 r. Armia Czerwona dysponowała następującym uzbrojeniem:
- 35,5 tys. dział (limit zrealizowany w 70%)
- 3 tys. moździerzy (limit zrealizowany w 52%)
- 200 tys. karabinów maszynowych (limit zrealizowany w 74%)
- 3,6 mln. karabinów (limit zrealizowany w 84%)

Opierając się na powyższych zapasach, RKKA dokonywała ciągłej rozbudowy organizacyjnej swych wojsk:
- Piechota pod koniec 1937 roku osiągnęła stan 96 dywizji, przy czym na zasadzie terytorialnej służyło ich już tylko 36. Sowieci dysponowali więc 60 skoszarowanymi dywizjami, które można było podnieść w krótkim czasie do etatu wojennego (9 z nich wzmocniono w celu obsady Rejonów Umocnionych w pasie fortyfikacyjnym tzw. „Linii Stalina”). Dywizje były połączone w 25 Korpusów Strzeleckich.
- Silnie rozbudowano kawalerię. W końcu 1937 roku osiągnęła ona stan 32 dywizji (22 z nich połączono w 7 Korpusów Kawalerii).
- Wojska pancerne osiągnęły rozmiary nieporównywalne do żadnego innego kraju w Europie. W końcu 1937 roku dysponowały: 25 brygadami zmechanizowanymi, 4 brygadami ciężkich czołgów, 2 brygadami samochodów pancernych, oraz 3 brygadami zmotoryzowanymi. Część z nich zebrana była w 4 Korpusy Zmechanizowane (7 brygad zmechanizowanych, 3 brygady zmotoryzowane), a ponadto pułki i bataliony czołgów włączono do większości dywizji piechoty i kawalerii. Dawało to siłę 11300 czołgów w linii.
- Ciągłe tworzenie nowych formacji wojskowych doprowadziło również do reorganizacji struktury administracyjnej wojsk. W 1935 roku teren kraju podzielono na 12 okręgów wojskowych: Moskiewski, Leningradzki, Nadwołżański, Syberyjski, Północno Kaukaski, Białoruski, Środkowo Azjatycki, Zabajkalski, Zakaukaski, Uralski, Kijowski i Charkowski. Pozostawiono tylko jedną armię samodzielną (Samodzielna Armia Dalekiego Wschodu). W 1936 roku wprowadzono również wojska do sojuszniczej Mongolii (57 Korpus)[5][6].

## Armia Czerwona w przededniu II wojny światowej

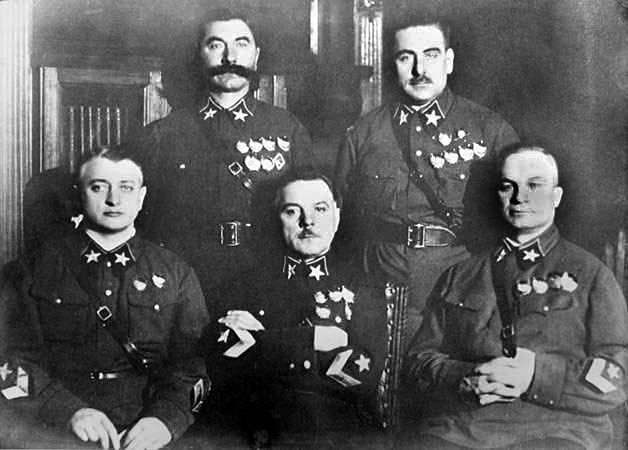
Wspólne zdjęcie wszystkich pięciu marszałków Związku Radzieckiego z końca lat 30. (od lewej): Michaił Tuchaczewski, Siemion Budionny, Klimient Woroszyłow, Wasilij Blücher i Aleksandr Jegorow. Spośród nich Wielki terror przeżyli tylko Budionny i Woroszyłow

Wybuch II wojny światowej (1 września 1939 r.) zastał RKKA w trakcie realizacji kolejnego planu rozbudowy wojsk, ściśle zgranego w czasie z trzecią „pięciolatką”. Jego realizacja rozpoczęła się w styczniu 1938 roku i miała zakończyć się w styczniu 1943 roku.
Przewidywano wystawienie na wypadek wojny 170 dywizji strzeleckich o wysokich etatach wojennych (zebrane w 45 Korpusów Strzeleckich), 29 dywizji kawalerii (część zebrana w 5 Korpusów Kawalerii), 47 brygad w wojskach pancernych (w tym 12 brygad w 4 Korpusach Pancernych) oraz 124 pułki artylerii poza dywizyjnej (korpusów i Rezerwy Naczelnego Dowództwa). Gdyby wojna się przedłużała zamierzano zgromadzić w ciągu pół roku uzbrojenie dla kolejnych 30 dywizji strzeleckich. Liczba czołgów w linii po doliczeniu jednostek pancernych w dywizjach piechoty i kawalerii miała osiągnąć 17300 pojazdów.
Wraz z narastającym napięciem międzynarodowym następowała modyfikacja tego planu. W wyniku tworzonych na bieżąco korekt organizacyjnych Armia Czerwona, która na stopie pokojowej dysponowała 1 513 000 żołnierzy (stan na 1 stycznia 1938), na wypadek wojny miała rozwinąć się do maksymalnie 6 503 000 ludzi.
Zanim ta poprawiona machina mobilizacyjna została wprowadzona w ruch latem 1939 roku, stany Armii Czerwonej ulegały stopniowemu powiększaniu poprzez powołania na obozy szkoleniowe rezerwistów, którzy podnosili etaty bojowe wojsk na ważnych kierunkach strategicznych co ostatecznie dało grubo ponad 2 miliony żołnierzy.
- w 1938 roku powołano 328 tys. rezerwistów głównie w związku z kryzysem politycznym w Europie (Anschluss Austrii, Kryzys sudecki)
- w 1939 roku powiększono stan RKKA o kolejne 345 tys. rezerwistów w związku z zagrożeniem na Dalekim Wschodzie (bitwa nad Chałchin-Goł)

Pod względem organizacyjnym wyglądało to następująco:
- W latach 1937–1939 doszło do kilku reorganizacji podziału administracyjnego Armii Czerwonej w skali kraju. Latem 1939 ZSRR podzielone było na 14 okręgów wojskowych. Do dotychczasowych dołączyły Kaliniński i Orłowski Okręg Wojskowy. Ponadto dwa nadgraniczne: Białoruski i Kijowski otrzymały status Specjalnych Okręgów Wojskowych (we wrześniu 1939 przemianowane odpowiednio we fronty: Białoruski i Ukraiński). Przestała istnieć Samodzielna Armia Dalekiego Wschodu, podzielona na dwie mniejsze (1 Armia, 2 Armia).
- Rozpoczął się proces formowania tzw. grup armijnych, które w 1939 roku zostały przekształcone w dowództwa armii. W 1938 roku w związku z kryzysem sudeckim na granicy zachodniej wystawiono 6 takich zgrupowań: Witebska Grupa Armijna (od września 1939 jako 3 Armia), Bobrujska Grupa Armijna (od września 1939 jako 4 Armia), Żytomierska Grupa Armijna (od września 1939 jako 5 Armia), Winnicka Grupa Armijna (od września 1939 jako 6 Armia), Odeska Grupa Armijna (od września 1939 jako 13 Armia) oraz Kawaleryjska Grupa Armijna (od września 1939 jako 12 Armia). W 1939 roku dołączyły do tego: Mińska Grupa Armijna (od września 1939 jako 11 Armia), Nowogrodzka Grupa Armijna (od września 1939 jako 8 Armia). Ponadto wojska stacjonujące w Mongolii przemianowano w 1 Grupę Armijną. Kolejne zgrupowania wystawiono już w trakcie wrześniowej mobilizacji. Moskiewski Okręg Wojskowy wystawił dowództwo 10 Armii, a Kaliniński Okręg Wojskowy dowództwo 7 Armii i Grupy Konno-Zmechanizowanej. Pojawiła się także Murmańska Grupa Armijna.
- Piechota, która tuż przed mobilizacją osiągnęła stan 98 dywizji strzeleckich (zniknęły dywizje terytorialne), rozpoczęła proces rozbudowy 25 sierpnia 1939 roku (rozkaz Ludowego Komisarza Obrony z 15 sierpnia 1939 r.). 36 dawnych dywizji terytorialnych rozwinęło do poziomu dywizji każdy ze swoich 3 pułków strzeleckich (tzw. „trojczatki”). W ten sposób do 62 dywizji kadrowych dołączyło 108 dywizji drugiego rzutu. Ponieważ w międzyczasie wystawiono 3 dodatkowe dywizje, piechota osiągnęła stan 173 jednostek tego typu (październik 1939). Proces uzupełniania tych dywizji żołnierzami rozpoczął się 7 września 1939 roku poprzez powołania rezerwistów w 7 okręgach wojskowych. Większość dywizji została połączona w 43 Korpusy Strzeleckie (wystawiono 18 nowych).
- Kawaleria dysponowała przed mobilizacją 25 dywizjami i 2 brygadami. Połowa z nich zebrana była w 5 Korpusów Kawalerii. Plan mobilizacyjny zakładał wystawienie jeszcze 4 dywizji. Jednak w trakcie wrześniowej mobilizacji zdecydowano się ich kosztem podnieść etaty już istniejących jednostek.
- Wojska pancerne w 1938 roku przeszły reorganizację. Kosztem czołgów dywizji strzeleckich sprzętem nasycono brygady pancerne (dawne brygady zmechanizowane). Każda z brygad otrzymała czołgi jednego typu. Pozwoliło to na utrzymanie przed mobilizacją 26 lekkich brygad pancernych, 4 ciężkich, 3 brygad samochodów pancernych, 4 brygad strzelców zmotoryzowanych. Utrzymano dowództwa 4 Korpusów Pancernych (dawne Korpusy Zmechanizowane) w skład których wyszła część powyższych brygad (8 brygad lekkich pancernych i 4 brygady strzelców zmotoryzowanych). Mobilizacja rozpoczęta na przełomie sierpnia i września 1939 zaczęła się od wystawienia 15 kolejnych lekkich brygad pancernych.
- Artyleria poza dywizyjna musiała ograniczyć swoje ambitne plany mobilizacyjne. Tuż przed mobilizacją dysponowała siłą 36 pułków artylerii korpusów i 23 pułkami Rezerwy Naczelnego Dowództwa. W momencie ogłoszenia mobilizacji rozwinęła je odpowiednio do 57 i 43 pułków.
- W 1941 Armia Czerwona dysponowała 5 korpusami powietrznodesantowymi. Przeszkolenie spadochronowe przeszedł do tego czasu 1 mln żołnierzy[7].
- W 1939 flota radziecka dysponowała 165 okrętami podwodnymi, a 22 czerwca 1941 – 218 w linii oraz 91 w budowie[8].

Zawodowy korpus oficerski utworzono w 1935. W latach 1937–1939 w pokazowych procesach podczas czystek stalinowskich skazano i stracono wielu wyższych oficerów, m.in. Marszałka ZSRR Michaiła Tuchaczewskiego.

## Armia Czerwona w czasie II wojny światowej

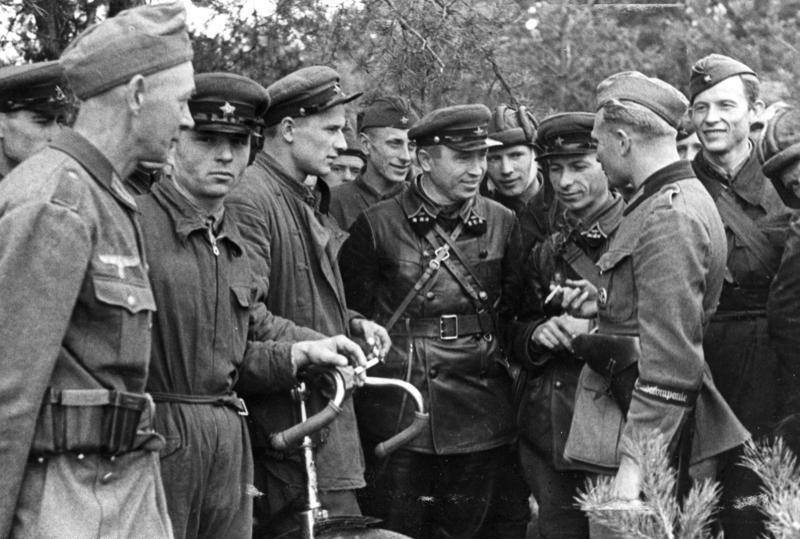
Spotkanie żołnierzy Wehrmachtu i Armii Czerwonej na defiladzie w Brześciu, 1939 r.

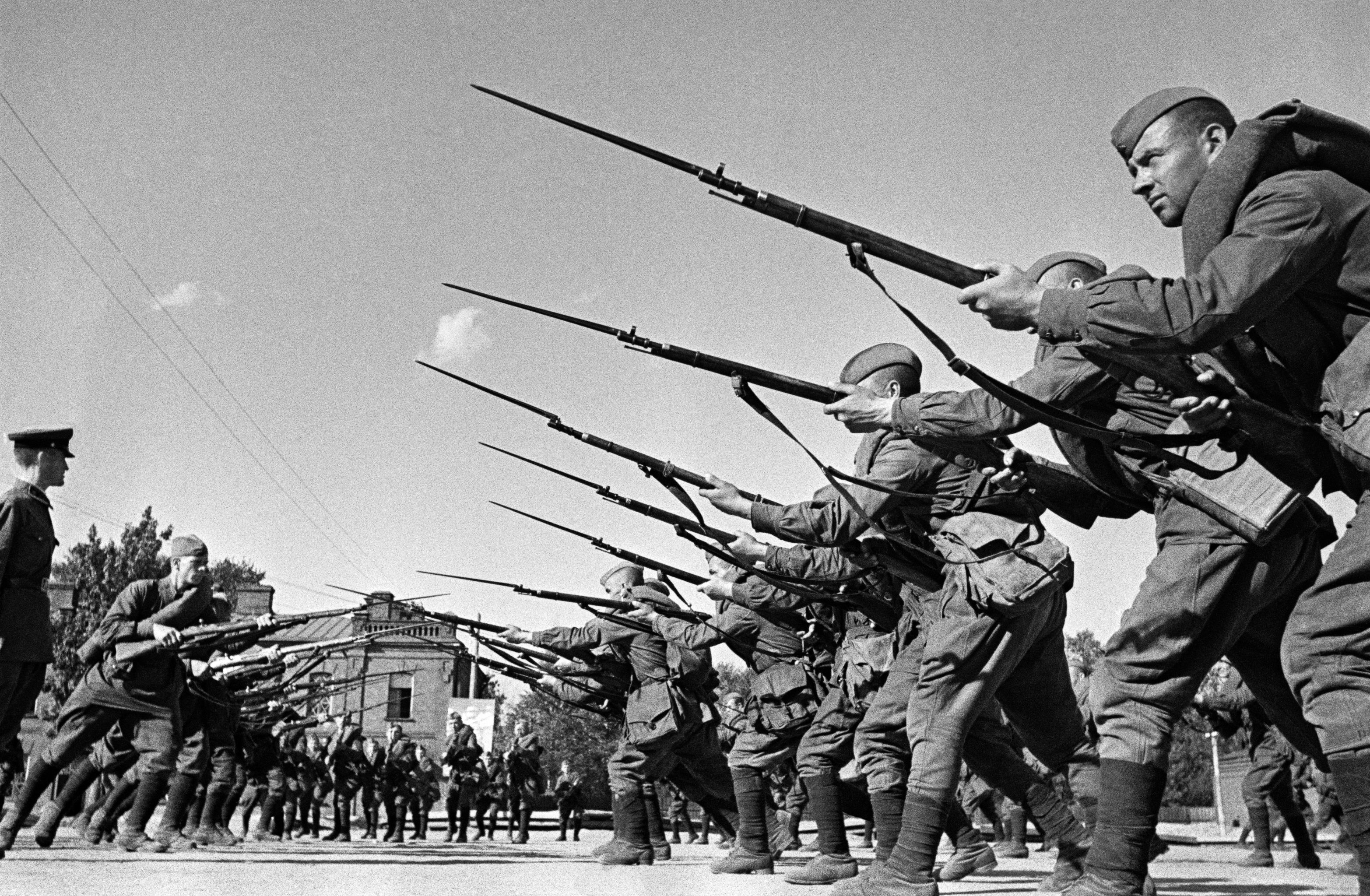
Szkolenie wojskowe poborowych Armii Czerwonej, 1941 r.

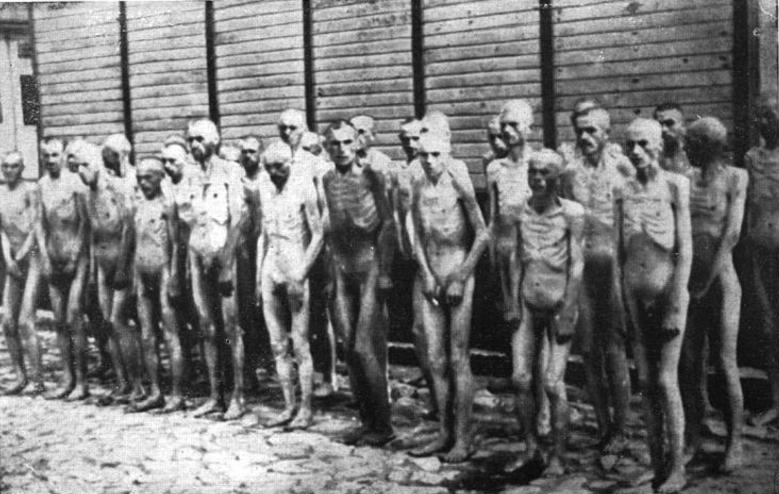
Grupa żołnierzy radzieckich w niemieckim obozie śmierci

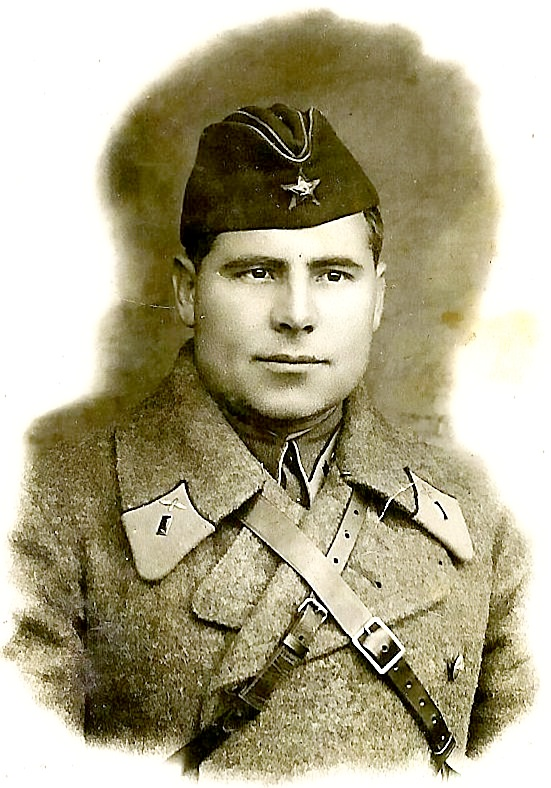
Żołnierz Armii Czerwonej w mundurze i płaszczu. Dobrze widoczne oznaczenia stopnia z 1940 r. i wzór umundurowania używany w początkowym okresie wojny niemiecko-radzieckiej

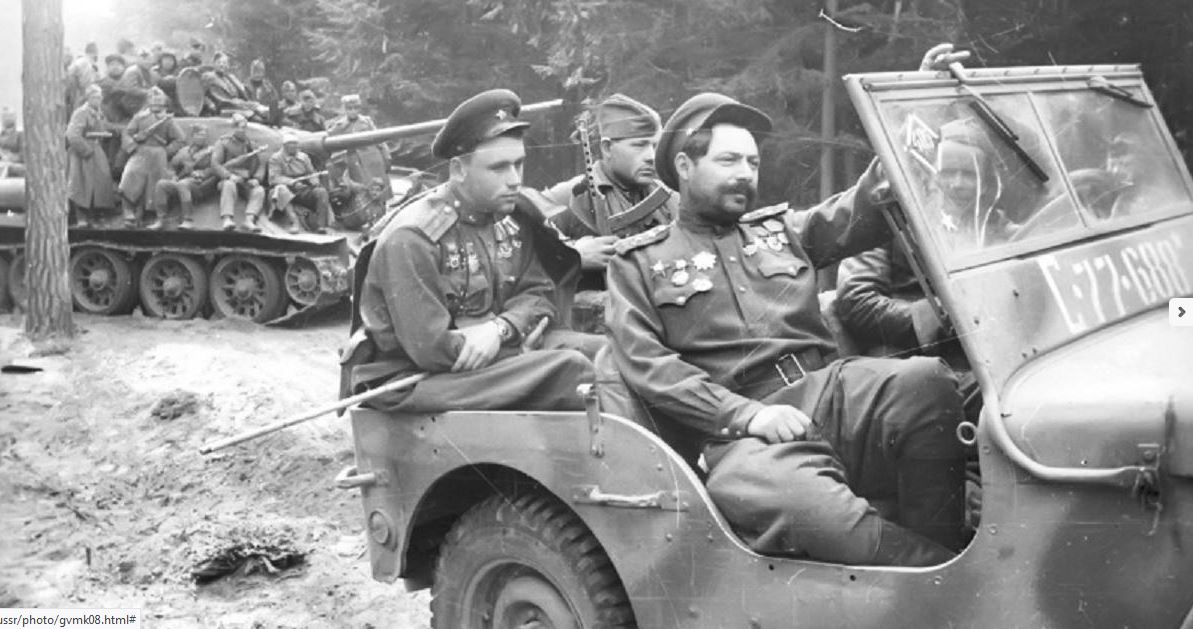
Armia Czerwona w czasie operacji berlińskiej, 1945 r. Dobrze widoczne mundury używane w końcowym okresie wojny radziecko-niemieckiej

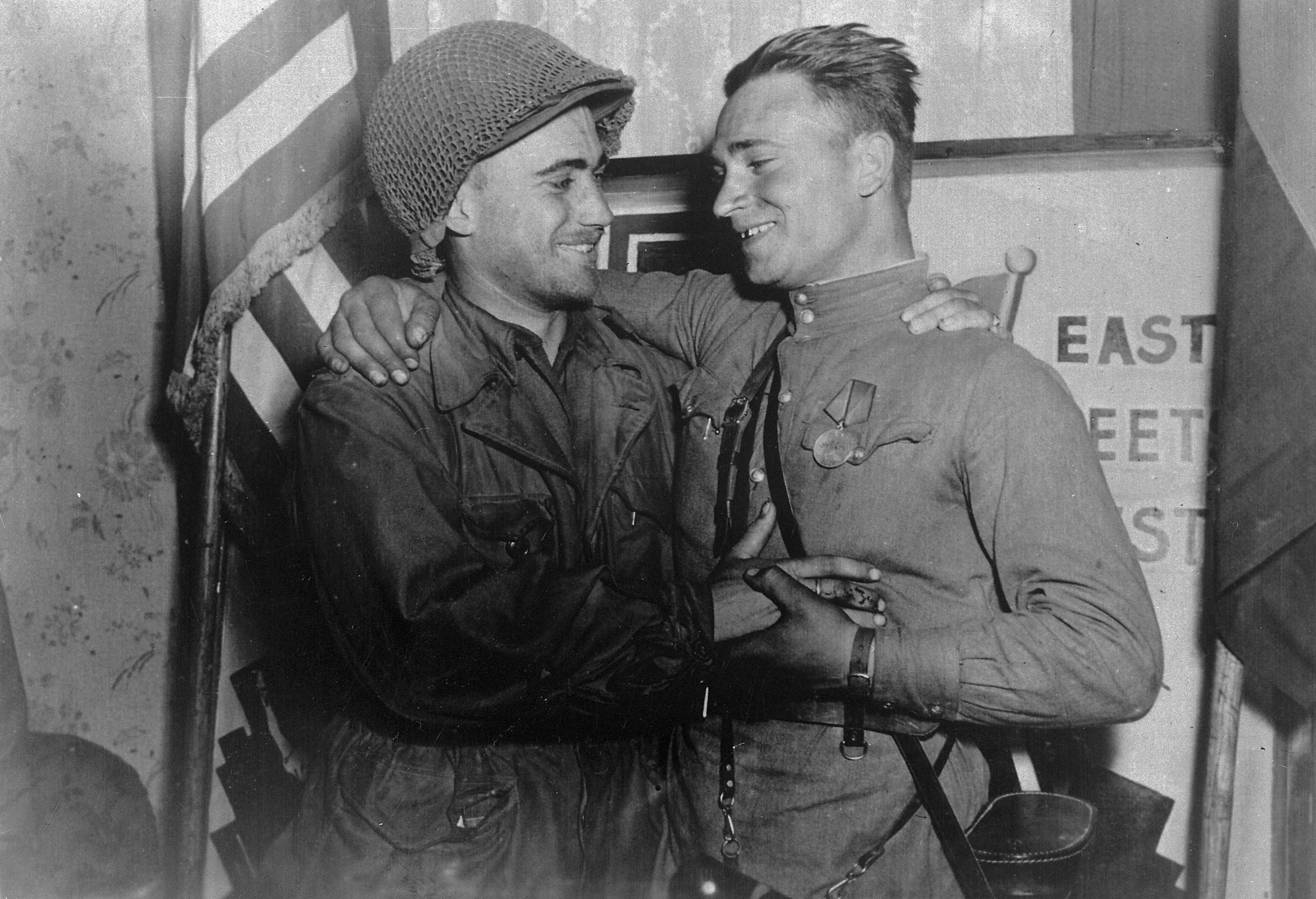
Spotkanie nad Łabą: amerykański i radziecki oficer w Torgau, 1945 r.

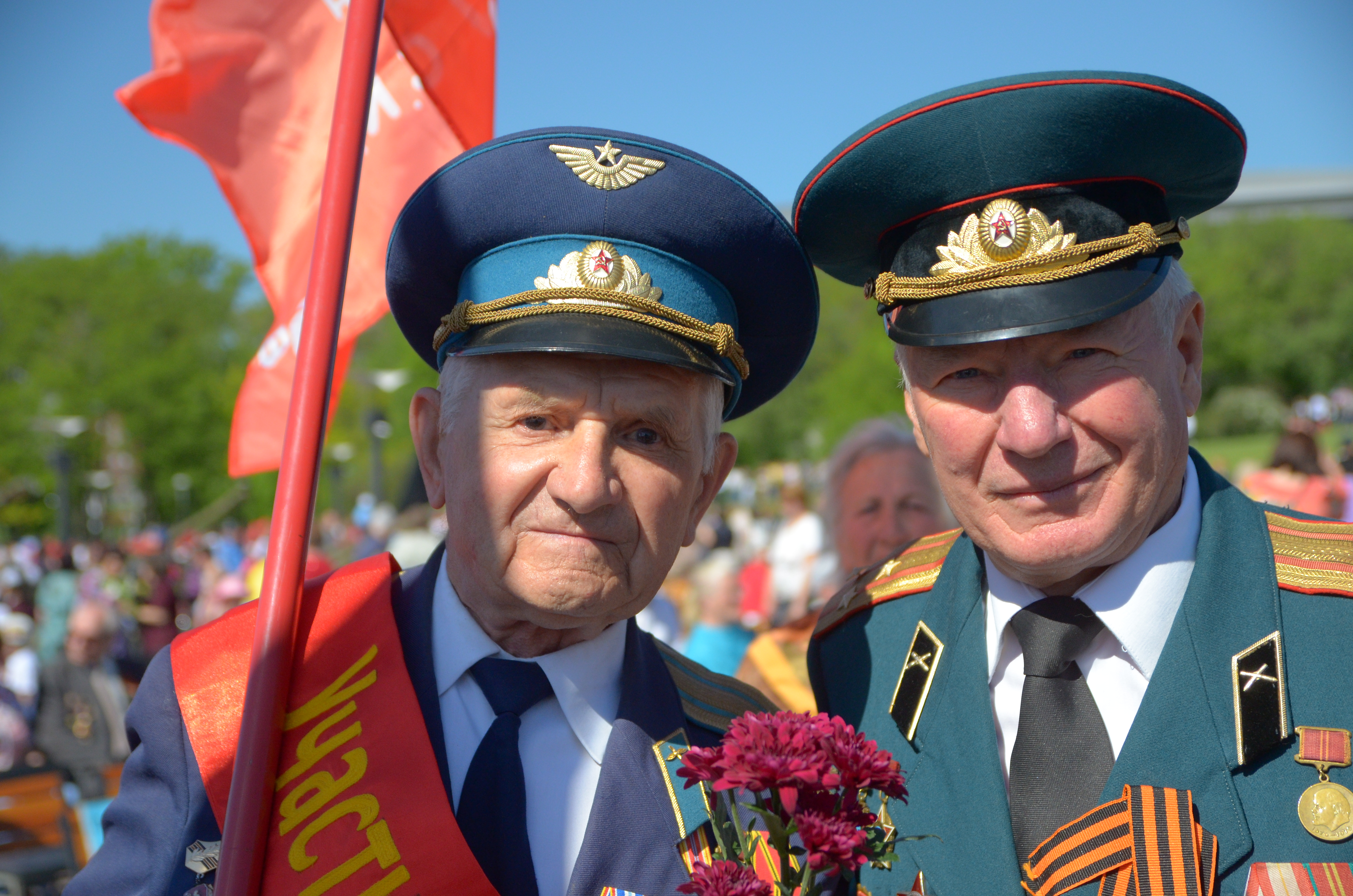
Weterani Armii Czerwonej

### Armia Czerwona przed atakiem Niemiec na ZSRR
Na temat liczebności, składu, organizacji i uzbrojenia Armii Czerwonej, a także planów jej rozwinięcia strategicznego w latach 1940–1941 mówią następujące dokumenty w Wikiźródłach:
- Raport Szefa Sztabu Generalnego Armii Czerwonej z 1.02.1940 r. na temat składu i liczebności Armii Czerwonej
- Postanowienie Komitetu Obrony ZSRR o organizacji i liczebności Armii Czerwonej z dnia 22.05.1940 r.
- Notatka Ludowego Komisarza Obrony ZSRR i Naczelnika Sztabu Generalnego o proponowanych przekształceniach organizacyjnych w okręgach wojskowych z 4.07.1940 r.
- Postanowienie Rady Komisarzy Ludowych ZSRR z 6.07.1940 r.
- Odpowiedź S.K. Timoszenki i K.A. Miereckowa na uwagi J.W. Stalina o planach strategicznego rozwinięcia Armii Czerwonej z 5.10.1940 r.
- Notatka Ludowego Komisarza Obrony ZSRR z 15 maja 1941 r.

### Armia Czerwona na froncie wschodnim
W maju 1945 roku RKKA liczyła 11 milionów 400 tysięcy żołnierzy. W czasie wojny w skład Armii Czerwonej wchodziło 70 armii ogólnowojskowych, 18 armii lotniczych, 5 uderzeniowych, 11 gwardyjskich i 6 gwardyjskich pancernych. Ponadto istniały armie NKWD, armie obrony powietrznej kraju, gwardyjska armia powietrznodesantowa i 10 armii saperskich.

### Ludobójstwo niemieckie
Niemieccy agresorzy w pierwszej fazie wojny wzięli do niewoli ogromną liczbę broniących kraju żołnierzy. Znaczna część spośród tych jeńców wojennych zginęła, zarówno na skutek złych warunków panujących w obozach jenieckich (głód, choroby), jak i bezpośredniej eksterminacji. Nawet do 3,3 miliona jeńców radzieckich zostało zgładzonych w wyniku polityki ludobójstwa nazistowskiego
III Rzesza formalnie była sygnatariuszem szeregu konwencji regulujących status jeńca wojennego. Mimo tego stosunek Niemców do wziętych do niewoli żołnierzy Armii Czerwonej opierał się przede wszystkim na ideologii rasistowskiej.

### Obcokrajowcy w Armii Czerwonej
W czasie wojny sformowano szereg dywizji sojuszniczych, w których służyli Polacy, Czesi, Węgrzy, Rumuni, Jugosłowianie, Bułgarzy i Mongołowie; byli też Francuzi służący w pułku myśliwskim Normandie-Niemen. W polskich dwóch armiach służyło ogółem 180 000 ludzi. Czesi posiadali cztery dywizje piechoty, trzy brygady (pancerną, moździerzy i artylerii), pułk przeciwlotniczy i pułk saperów. Rumuni wystawili dwie dywizje, a Mongołowie 16 000 ludzi. Wszystkie te jednostki były organizowane i wyposażone zgodnie z regulaminem Armii Czerwonej. 

### Zbrodnie wojenne Armii Czerwonej
Żołnierze Armii Czerwonej dopuścili się rabunków, gwałtów i aktów przemocy na ludności cywilnej i jeńcach wojennych. Często niszczyli oni obiekty użyteczności publicznej, np. w Gliwicach Armia Czerwona spaliła dwa największe kina i teatr miejski. Zdarzało się im nawet zabijać cywilów, w dniach 23–26 stycznia 1945 zginęło tam 817 osób. Po zdobyciu Budapesztu żołnierze radzieccy otrzymali przyzwolenie na 48-godzinny bezkarny rabunek mienia. W powojennych Węgrzech 400 tys. kobiet zostało zarejestrowanych jako zarażone chorobami wenerycznymi, także na skutek gwałtu.

## Polacy w Armii Czerwonej
W trakcie i po zakończeniu Rewolucji październikowej wielu Polaków znalazło się poza polskimi formacjami rewolucyjnymi w Rosji walcząc w szeregach Armii Czerwonej. Oblicza się ich na dziesiątki tysięcy. Niektórzy z nich pełnili wysokie i odpowiedzialne funkcje wojskowe. Wśród sześciu tysięcy znanych Polaków-czerwonoarmistów było ok. 1300 młodszych i wyższych dowódców (w tym m.in. dowódców na szczeblach batalionów, pułków, dywizji, naczelników, szefów sztabów). Ponadto 200 Polaków otrzymało Order Czerwonego Sztandaru za działalność rewolucyjną, wyjątkowe bohaterstwo i wybitne zasługi na polu wojskowym w walce o utrwalenie zdobyczy rewolucyjnych przeciwko wojskom państw interwencyjnych i kontrrewolucji. Wśród odznaczonych tym pierwszym radzieckim orderem był Karol Świerczewski, który walczył w Moskwie.
Około 100 tys. Polaków powołano do Armii Czerwonej w ramach powszechnego poboru w latach 1940–1941, po włączeniu do Związku Radzieckiego ziem wschodnich. W kwietniu 1940 powołano rocznik 1918, jesienią 1940 i wiosną 1941 powołano roczniki 1919 i 1920. Około 20 tys. Polaków powołano do Armii Czerwonej w latach 1941–1943 w wyniku powszechnej mobilizacji. Blisko 80 tys. Polaków powołano w roku 1944, po zajęciu zachodniej Białorusi i zachodniej Ukrainy.
Ignacy Blum w artykule zamieszczonym w Wojskowym Przeglądzie Historycznym (Warszawa, 1963) podaje, że w 1941 r. na terenie ZSRR znajdowało się około 700 000 deportowanych Polaków, z których około 100 000 zmobilizowano do Armii Czerwonej. Ten sam autor w artykule zamieszczonym w Wojskowym Przeglądzie Historycznym z 1967 r. dochodzi do wniosku, że w latach 1940–1941 w głąb ZSRR deportowano 800 000–900 000 Polaków, z czego 150 000 wcielono w szeregi Armii Czerwonej.
Ogółem w Armii Czerwonej podczas Wielkiej Wojny Ojczyźnianej służyło 250 tysięcy Polaków, w tym w obronie Leningradu ok. 2,5 tys., Moskwy blisko 3 tys., Stalingradu ponad 10 tys., Kaukazu ok. 1 tys., Krymu i Sewastopola kilkaset.
Polacy zajmowali nawet najwyższe stanowiska dowódcze, jak marszałek Konstanty Rokossowski.
Od 1943 ponad 30 tys. Polaków z RKKA przeszło do 1 Armii Wojska Polskiego.
Ponadto, ok. 13 tys. Polaków było radzieckimi partyzantami. Ponad 5 tys. Polaków walczyło na przedwojennej sowieckiej Białorusi, z czego 703 zostało odznaczonych przez Prezydium Rady Najwyższej ZSRR. Na Ukrainie na wschód od Zbrucza w ruchach partyzanckich udzielało się ponad 7 tys. Polaków. Z radzieckimi partyzantami współpracowało też kilkadziesiąt tysięcy Polaków na terenach wcielonych do ZSRR w 1939.
Władze Polski Ludowej nagrodziły 36 tysięcy żołnierzy radzieckich wysokimi odznaczeniami bojowymi.

## System rang wojskowych w Armii Czerwonej
Po przewrocie bolszewickim w listopadzie 1917 roku pagony w wojsku zostały wycofane, jako jeden z najbardziej znienawidzonych symboli „starego porządku” carskiej Rosji. Zniesiono również stopnie wojskowe, używano jedynie skrótowców wskazujących na to, jakim związkiem taktycznym, czy operacyjnym dowodzi dany dowódca.
W latach 30. w ZSRR pojawiły się jednak pomysły chociaż częściowego przywrócenia rang, z przyczyn pragmatycznych (brak stopni utrudniał dowodzenie i zarządzanie wojskiem), a także ideologicznych, na fali przywracania niektórych elementów symboliki carskiej w czasach stalinowskich. W 1935 roku ustanowiono po raz pierwszy stopnie w Armii Czerwonej; nazwy niektórych nawiązywały do tradycji przedrewolucyjnych, takich jak major, czy kapitan, a inne, takie jak komkor, czy komdiw były nadal pomysłem bolszewików. Wciąż nie wrócono też do pagonów, a oznaczenia stopnia były noszone na patkach kołnierzowych i rękawach. W 1940 roku wprowadzono kolejną reformę rang, przywracając większość nazw stopni w brzmieniu przedrewolucyjnym, także stopnie generalskie, i nieznacznie zmieniając wygląd patek. Z analizy wielu zdjęć wynika jednak, że jeszcze w 1941 wielu szeregowych i kaprali nie miało tzw. tarcz strzeleckich (emblematów piechoty wz. 40). Było to spowodowane krótkim okresem od ich wprowadzenia, w czasie którego nie zdążono szybko wyposażyć w nie milionów czerwonoarmistów.
Armia Czerwona wróciła do pagonów po zwycięstwie pod Stalingradem w 1943 roku, wprowadzając oprócz nich zupełnie także nowe mundury ze stójką, w stylu armii carskiej. Pagony w wersji dla munduru polowego miały kolor zielony, lecz różniły się obwódką dla poszczególnych rodzajów wojsk: w przypadku piechoty był to kolor malinowy dla stopni oficerskich, podoficerskich i czerwonoarmisty oraz czerwony dla stopni generalskich. Pagony Wojskowych Sił Powietrznych dla czerwonoarmistów, podoficerów i oficerów miały obwódkę błękitną, kawalerii niebieską, artylerii i wojsk pancernych czerwoną, służb medycznych czerwoną dla oficerów, a ciemnozieloną dla pozostałych, zaś wojsk inżynieryjnych czarną. Pagony dla stopni generalskich miały obwódkę czerwoną w piechocie, artylerii, wojskach pancernych i służbach medycznych, niebieską w lotnictwie, a malinową w wojskach inżynieryjnych i kwatermistrzostwie. Marszałek Związku Radzieckiego nosił pagony z czerwoną obwódką.
W poniższych artykułach zaprezentowano graficzne odtworzenie oznaczeń stopni w Armii Czerwonej w poszczególnych latach:
- Stopnie wojskowe w Armii Czerwonej w latach 1935–1940;
- Stopnie wojskowe w Armii Czerwonej w latach 1940–1943;
- Stopnie wojskowe w Armii Czerwonej w latach 1943–1955.

Stopnie używane przez Armię Radziecką (po zmianie nazwy) w latach 1955–1992 przedstawiono w artykule Armia Radziecka.

## Cmentarze Armii Czerwonej

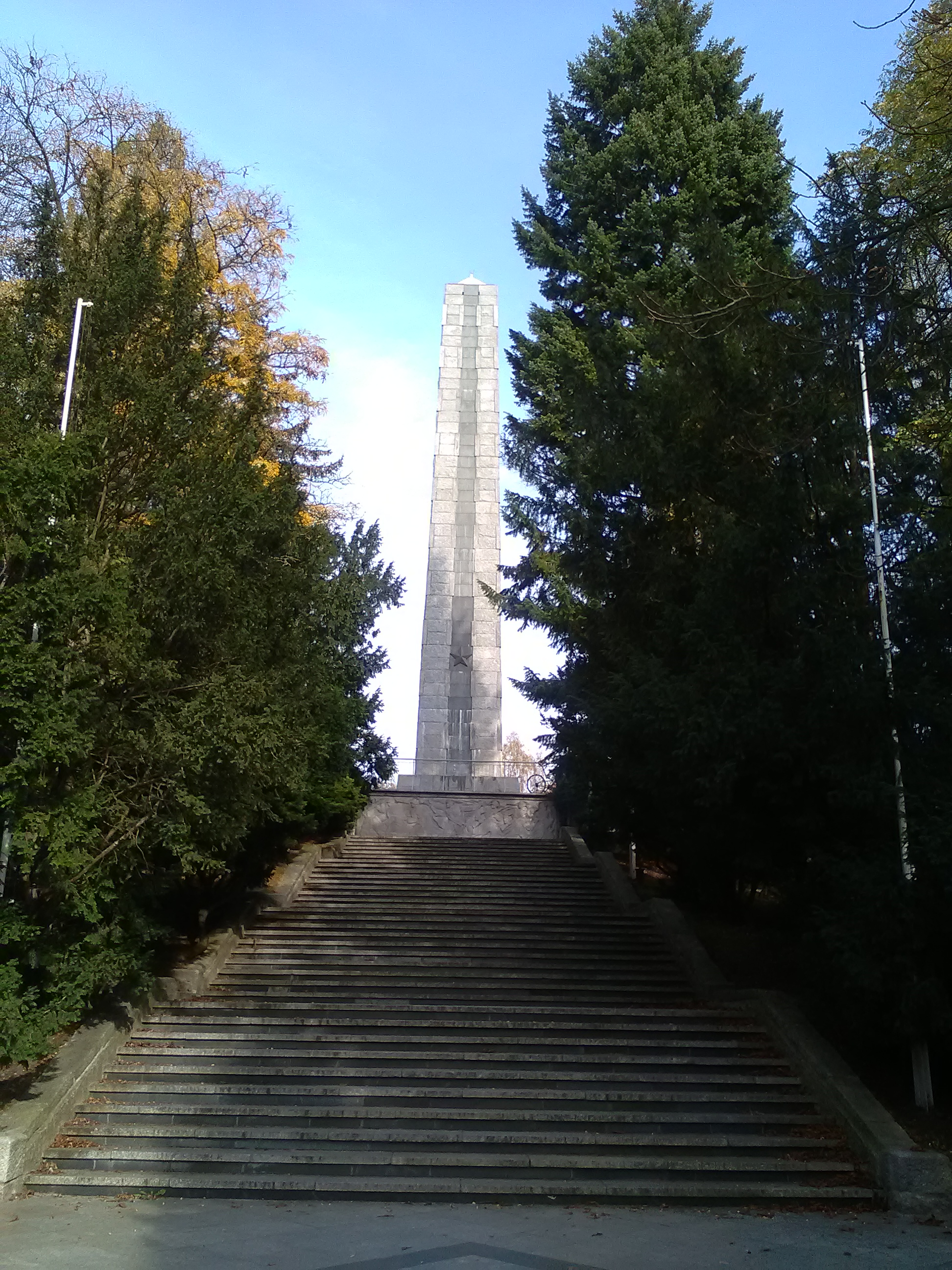
Pomnik Armii Czerwonej w radzieckiej części cmentarza wojskowego w Parku Cytadela w Poznaniu
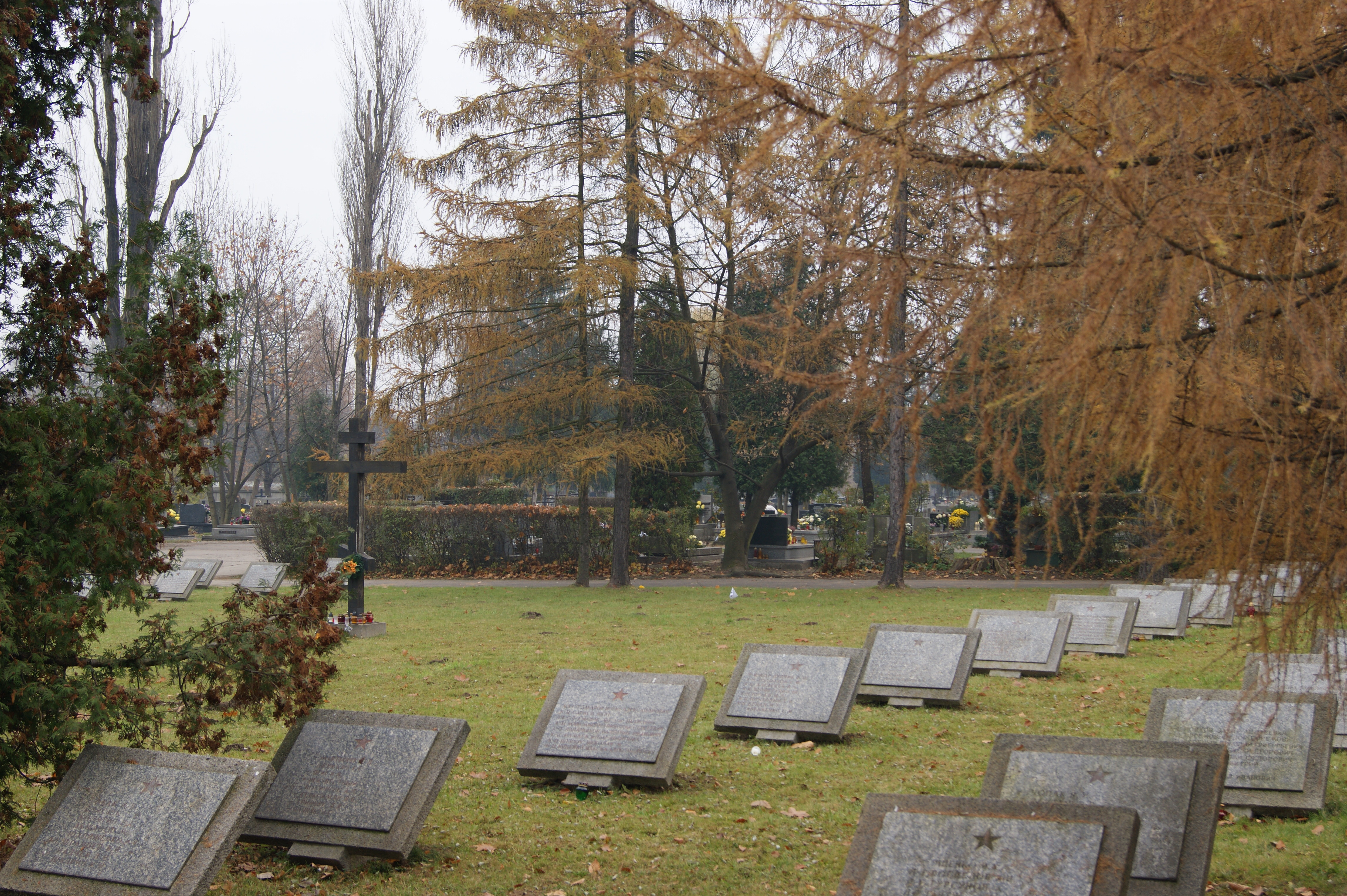
Kwatera żołnierzy radzieckich na Cmentarzu wojskowym w Krakowie
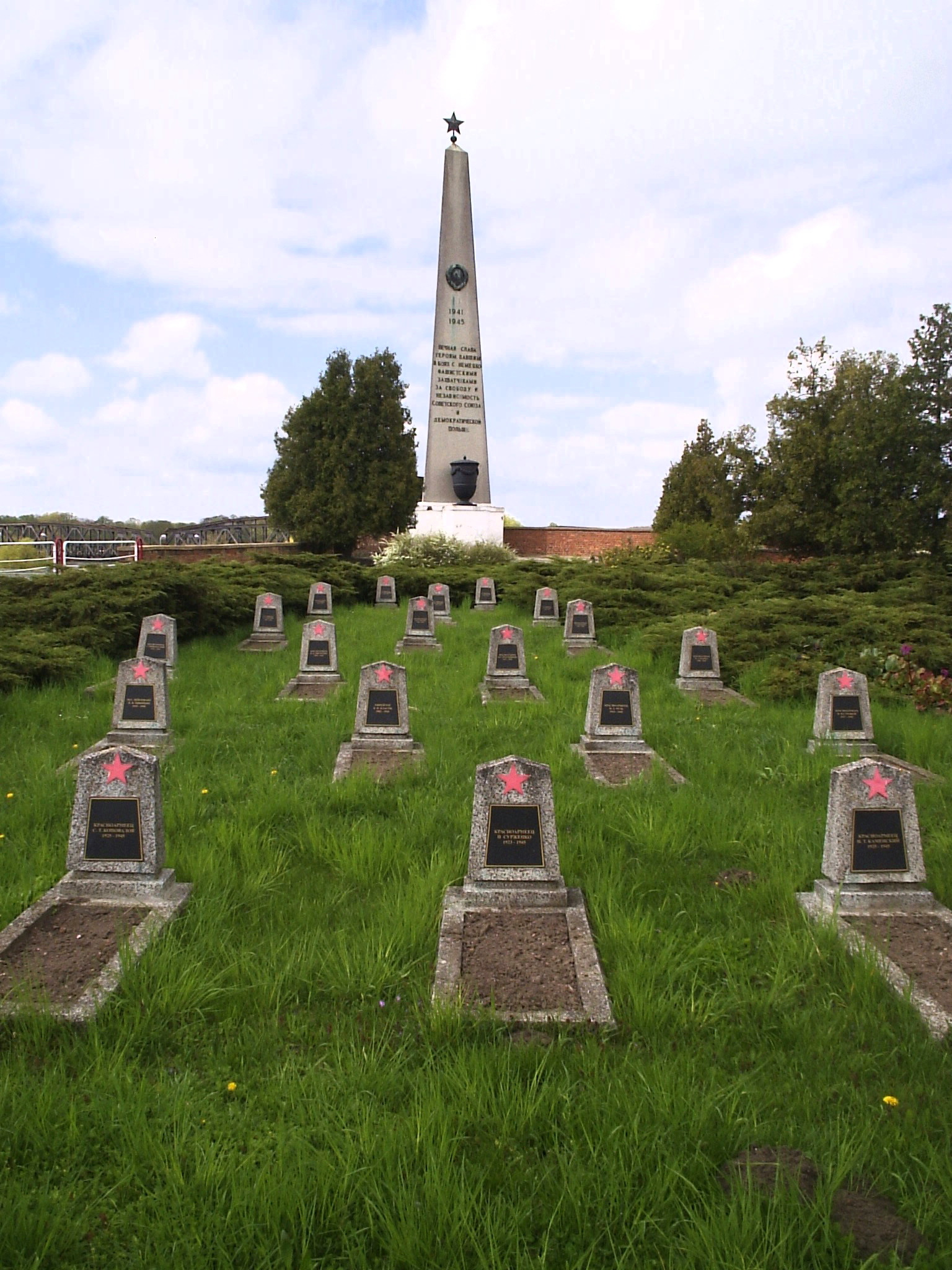
Pruski Bastion König (Król), dawny cmentarz żołnierzy radzieckich w Kostrzynie nad Odrą (cmentarz został zlikwidowany, szczątki ekshumowano)
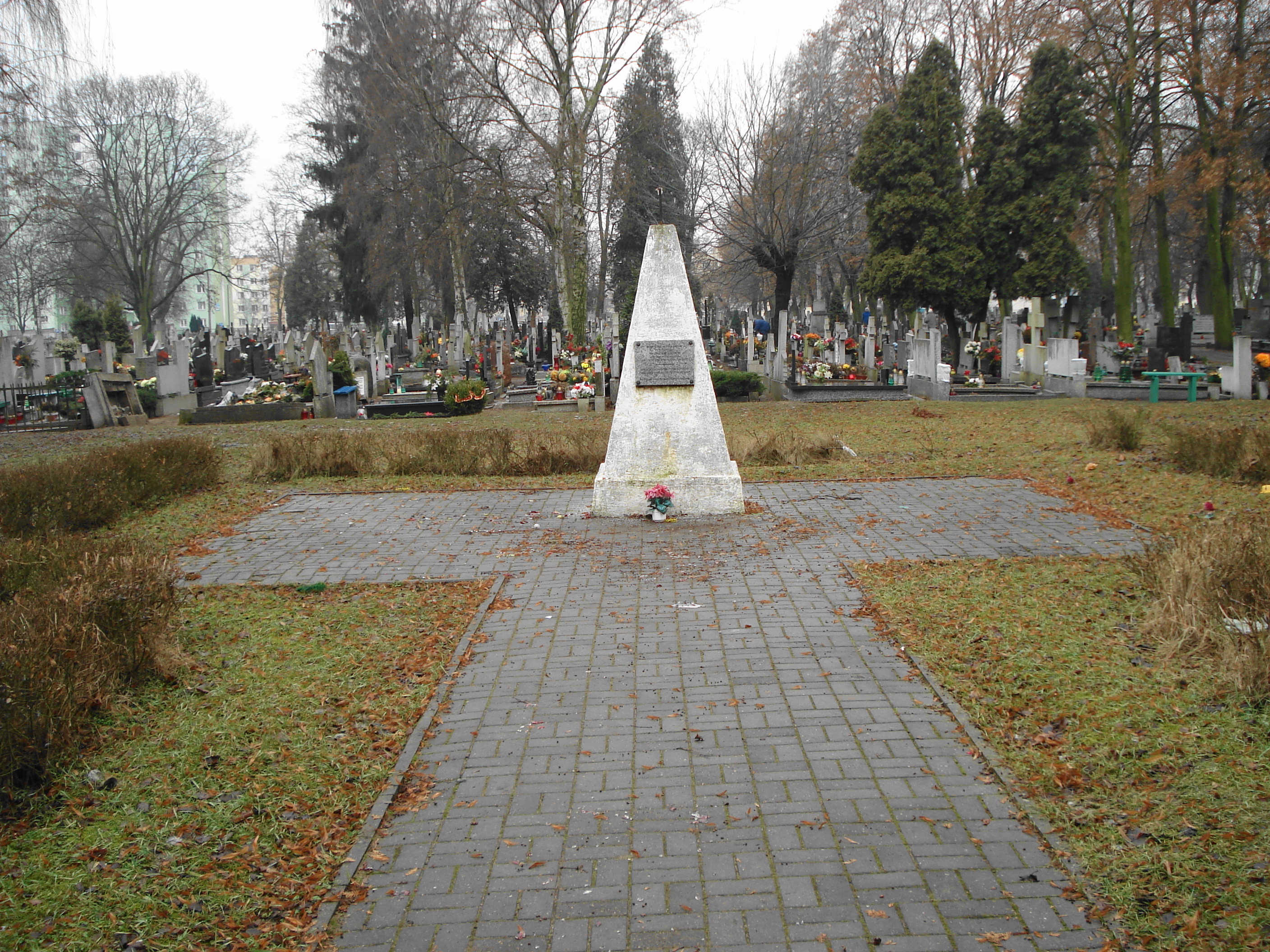
Grób żołnierzy Armii Czerwonej na Cmentarzu Najświętszej Marii Panny w Toruniu
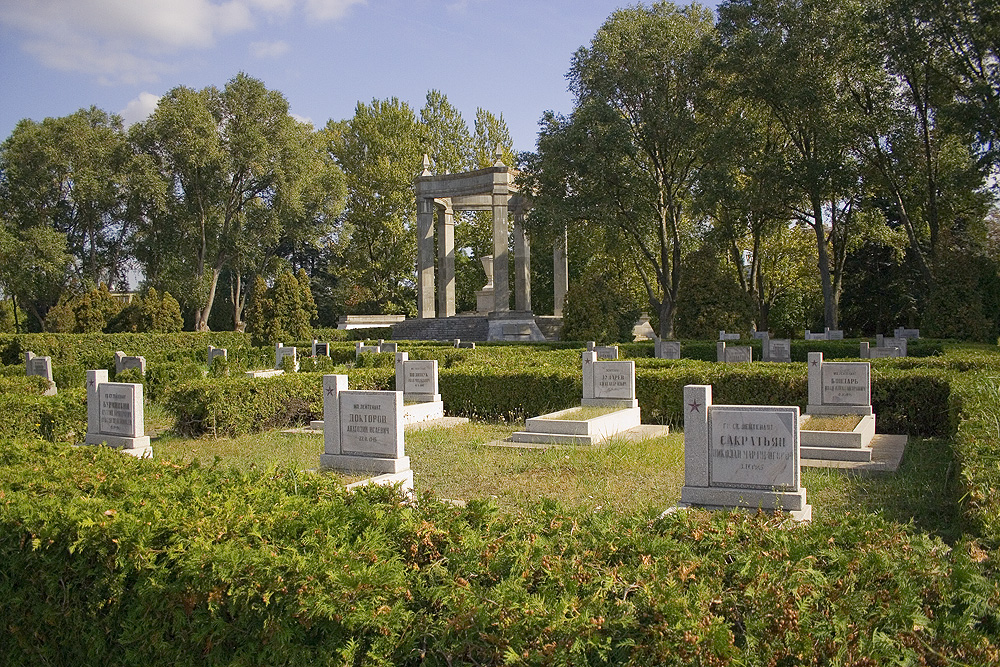
Cmentarz Oficerów Radzieckich we Wrocławiu
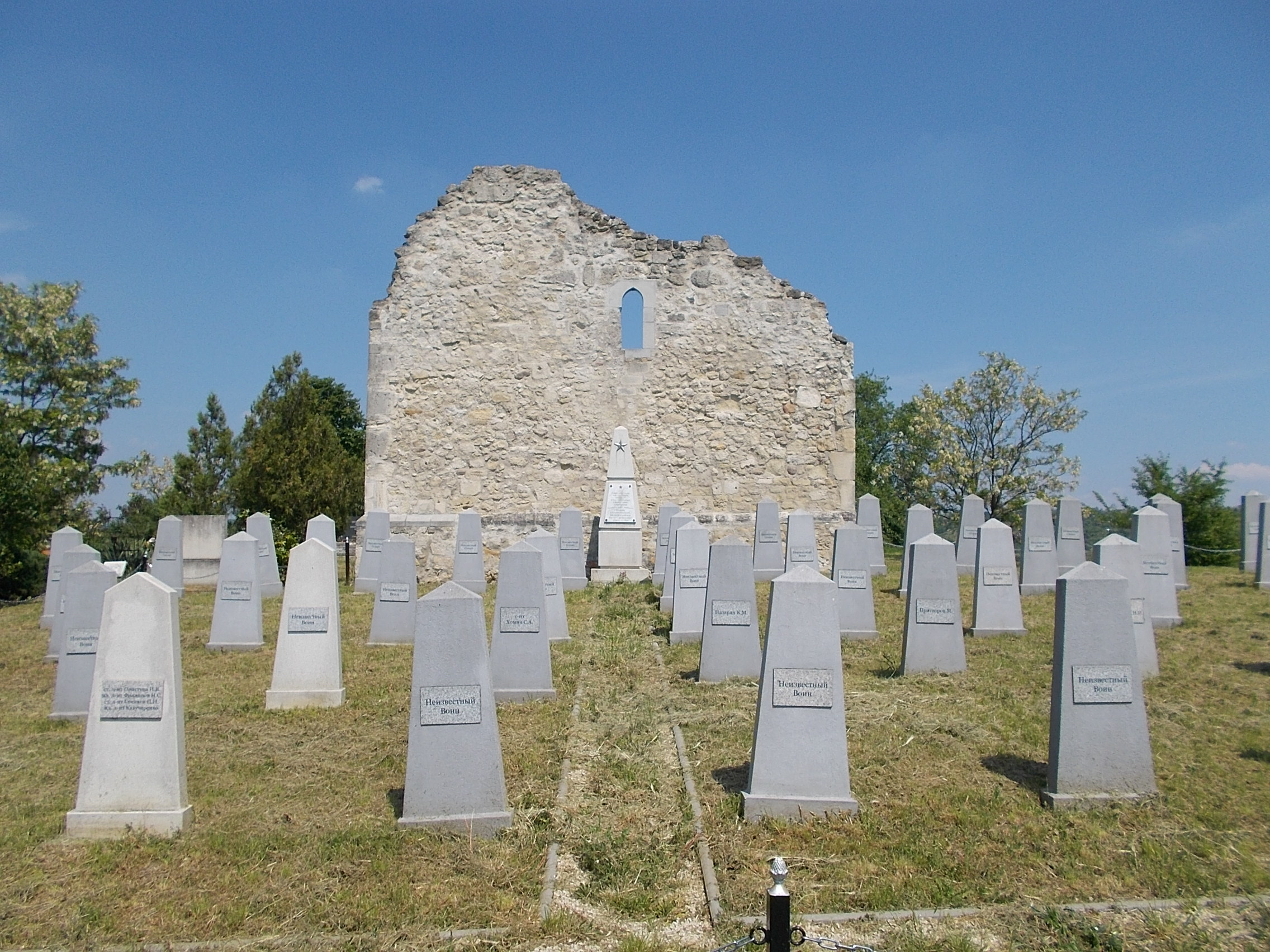
Cmentarz Armii Czerwonej przy ruinach kaplicy Świętego Krzyża w Budapeszcie
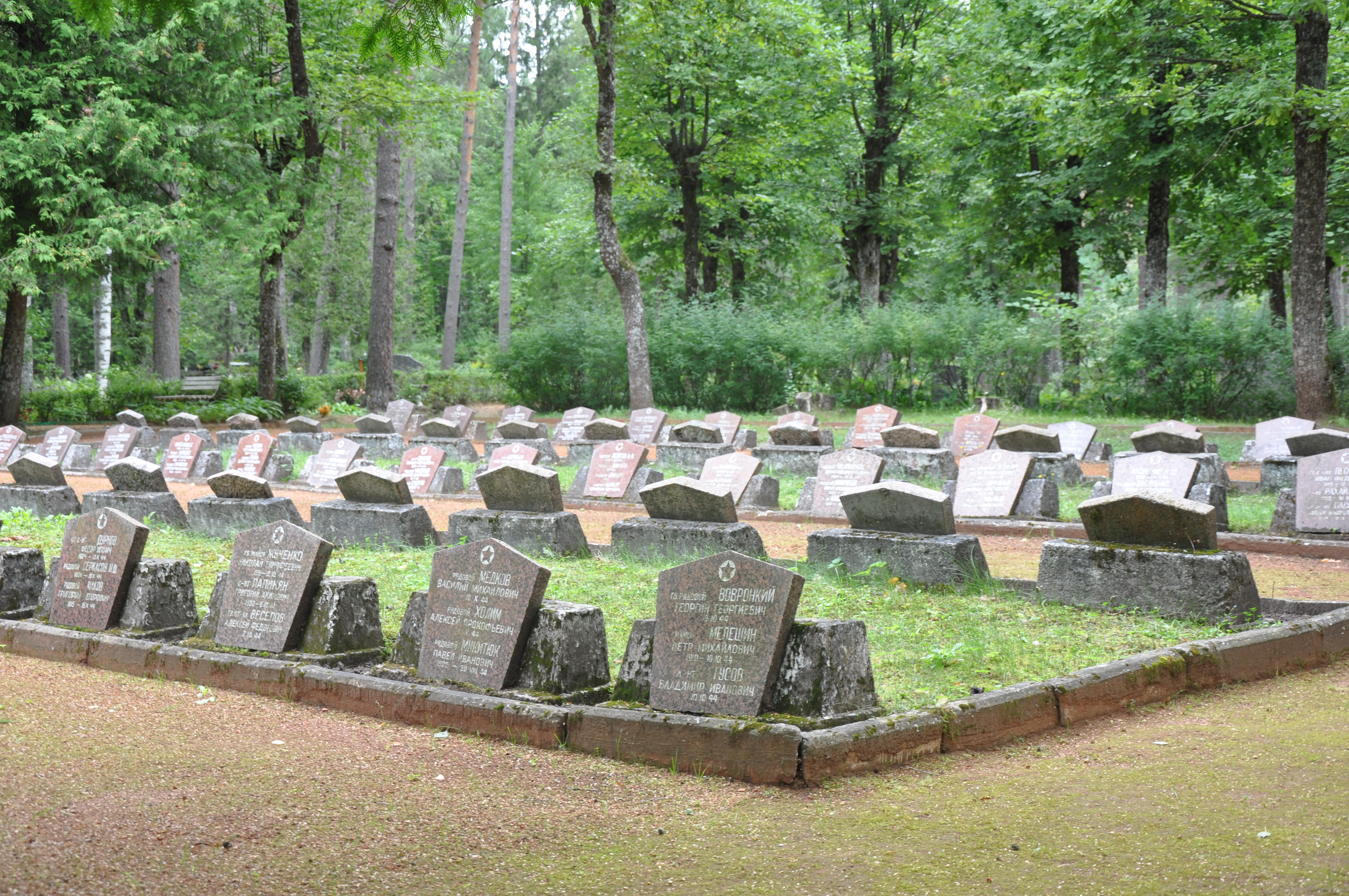
Cmentarz radziecki w Ogre na Łotwie